# 金刚杵

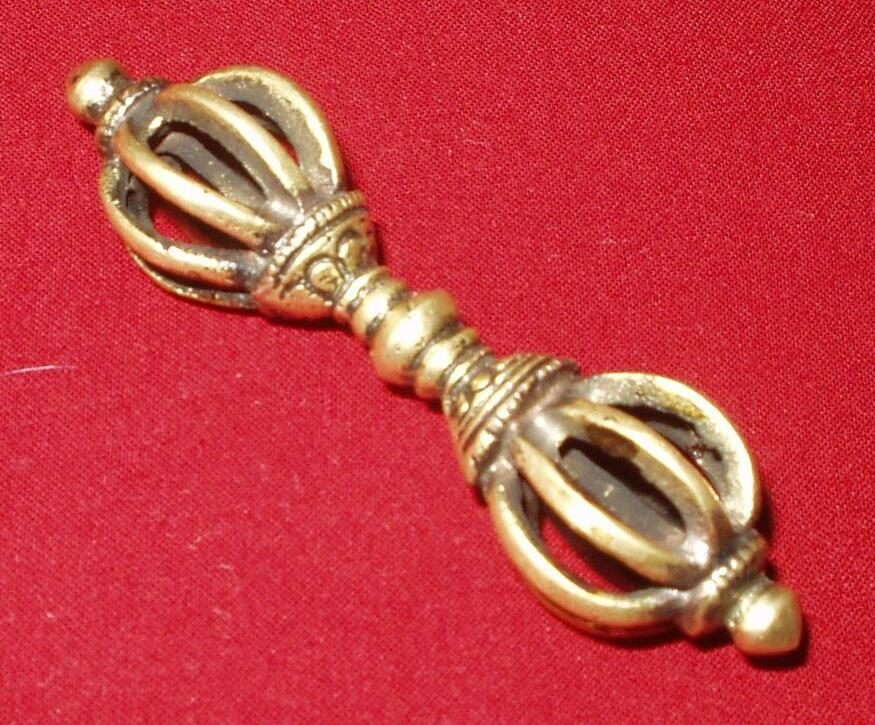
金剛杵

藏传佛教羯磨金刚杵

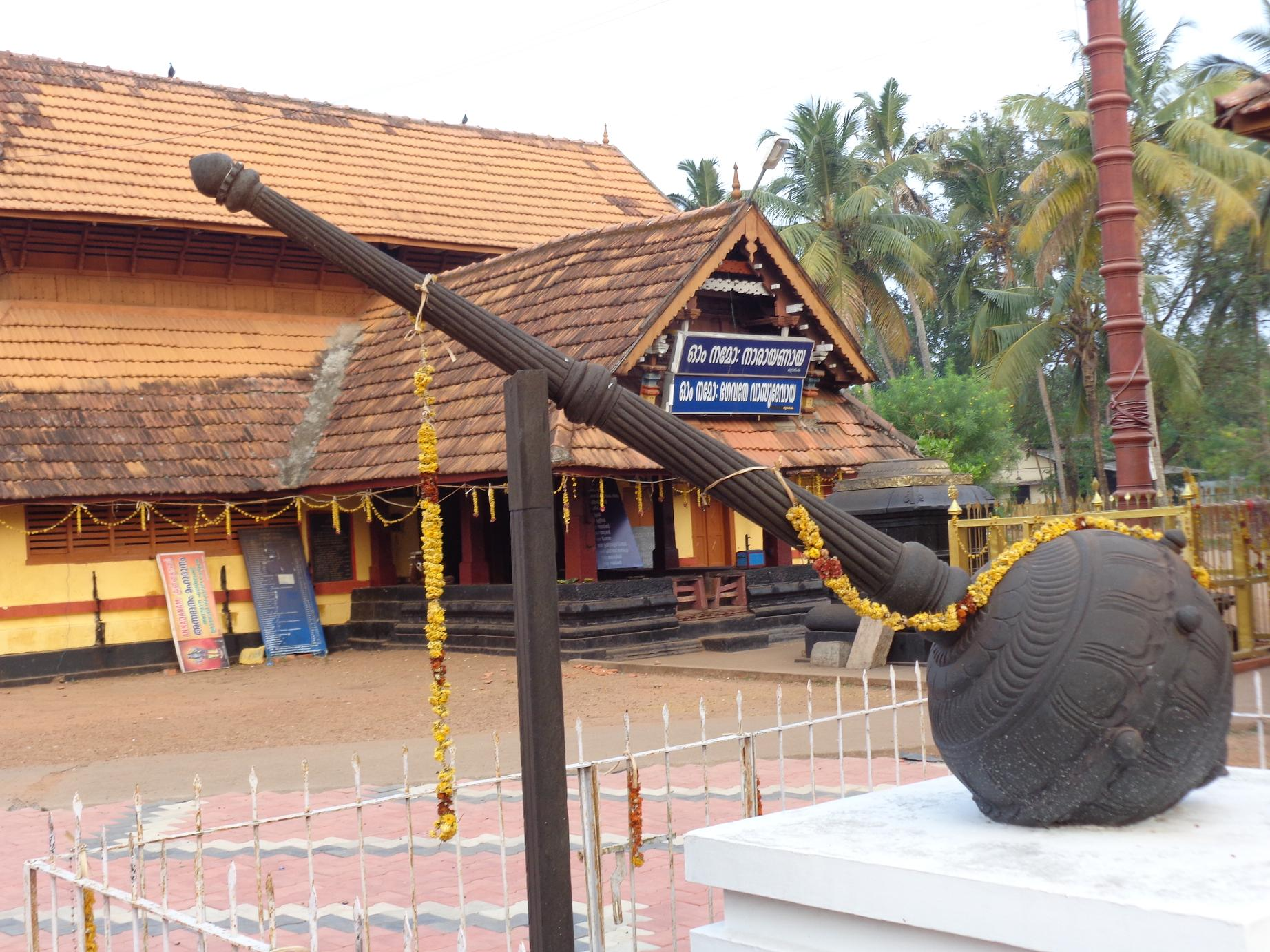
thrippuliyoor 摩诃毗湿奴寺院前的大型金剛杵塑像

金刚杵（羅馬化：Gadā Vajra），原为古代印度神話中因陀羅的武器，象徵閃電，或指稱鑽石。由於质地堅固，能击破各种物质，故佛教常借來比喻和形象地命名，金剛杵即取此義。佛教傳說中，密跡金剛以此為武器，又稱執金剛神或金剛力士。

## 别称
金剛杵的別稱較多，例如：
- 按照音译，“Gadā Vajra”可以寫為缚日啰、伐折啰、跋折啰、耽啰、伐阇啰、斡資囉。
- 按照簡化翻譯，單獨一個“Gadā”可以代稱金剛杵，可以音译作嘎达，或直译為杵。
- 按照簡化翻譯，單獨一個“梵語：，羅馬化：Vajra”也可代稱金剛杵，在印度就能直接称金剛。
- 按照意译，汉又可翻譯為宝釦杵、降魔杵、錘葉杵等。

## 应用和意义
金刚杵是佛教中重要的法器。

### 在顯教中
如來護法神密迹力士手中的武器：密迹力士手持金剛杵護持於如來左右。
智慧的象徵：顯教不以金剛杵為法器，故無實品金剛杵。乃取金剛杵的堅固來譬喻「大智慧」，以此「大智慧」舂破牢固難破的婬欲山。或壞破眾生無量無邊的苦。乃至於摧滅一切外道邪論。

### 在密教中
密教中，金刚杵象征摧灭烦恼之菩提心，为诸尊之持物或修法之道具。于曼荼罗海会之金刚部诸尊皆持金刚杵。金刚杵象征如来金刚之智慧大用，能破除愚痴妄想之内魔与外道诸魔障碍。

為密教行者修法所用之法器。密法行者常携带金刚杵，这是显示：挥如来之金刚智用，破除愚痴妄想之内魔，以展现自性清净之智光。于密教中，曼荼罗海会之金刚部诸尊，悉皆执持此杵。后世行人，意味著摧毁敌者的旨趣，大都把它演绎成「降伏诸魔外道」的作法用具了。

## 词源释义
梵语中的金刚（Vajra）含有“坚固”的意义。金刚杵一词，原本是因陀罗的一种电光的称呼。不过，平常都用于称谓祂所用的武器。同时对于诸神力士所持用的一种器仗，也称作金刚杵。在后来的密教中，采取它寓有“摧毁敌者”的间接意义，遂把诸尊圣神所执持的某些器仗，都称呼为金刚杵了。从而更把它转变为修法用的道具。

## 质料
关于“杵”的质料，据陀罗尼集经第二说：金刚杵的材料，是用“金、银、赤铜、镔铁、锡”等五色金属合和而成。另据苏婆呼童子请问经卷上说：由于所修之法不同，而其所用的材料也有“金、银、熟铜、砂石，以金银铜混合、铁、失利般尼木、毗噜婆木、佉他啰木、摩度迦木、阿设多木、害人木、人骨、水晶、苦练木、龙木、毗梨勒木、天木、泥、迦谈木、遏迦木、无尤木、阿没罗木、遏顺那木、柳木、白檀木、柴檀木”等等的差别。

## 量度
《苏婆呼童子经》中说，金刚杵大小有长八指、十指、十二指、十六指、二十指不等。形状有独股、二股、三股、四股、五股、九股、人形杵、羯磨金刚、塔杵、宝杵等，而以独股、三股、五股最为常见，分别象征独一法界、三密三身、五智五佛等。
金刚杵杵的量度，据密部的典籍说：有“长八指者、长十指者、长十二指者、长十六指者”，其最长者“长二十指”。

## 金刚杵的样式
至如金刚杵的样式：最初的“金刚杵”，其尖端颇为锐利。后来成为道具，其形状乃有变化。——据慈氏菩萨略修愈哦念诵法卷下说：有“五股、四股、三股、二股、独股”等不同形式的“金刚杵”。另据一切如来大秘密王未曾有最上微妙大曼荼罗经第五、列有“金刚部、珍宝部、莲华部、羯磨部”等各种“金刚杵”；以及“如来最上金刚杵、忿怒金刚杵、微妙心金刚杵”等等的名目。并有“独股、三股、五股、九股、四面十二股”等“金刚杵”的说明。早期印度艺术中，金刚杵被描绘为一根短棒，两股各伸出一锋利的股叉。在慈悲相的法相手中，股叉并拢在一起，杵身通常为金色。而在忿怒相的法相中，股叉则张开，杵身通常为深蓝色。

## 形状
再如“金刚杵”的杵形，其中也含有许多的特殊意义。据密的部典籍说：一钴（股）标示“独一法界——一真法界”。一股既可以表示人体内部世界的中轴，也可以表示宇宙的中轴须弥山。三钴表显“身、口、意”三密平等；也有战胜三毒（嗔，痴，愚）；掌控过去，现在和未来三时，掌控天界，地界和地下界等意义。五钴表示“五智五佛”——五钴的中间一钴，表示佛之“实智”；外围四钴，表示佛之“权智”。而外围四钴向内弯曲，表示“权智”必归“实智”之义。“杵”的上下两端，钴状相同，表示佛界、众生界同具五智之义。另有一说：中股表“法界体性智”，乃大日如来所自证，真直本地，不假方便。外围四股内曲，表四智四佛受大日如来本地自证之智方便加持，而起教化。上下两端同状，表生、佛同具五智。中段“柄把”铸出四层八叶：表四波罗蜜及十六大菩萨、八供四摄之三十七尊。四角四珠表四方四佛，中隐一珠表大日如来。八叶腰部，束以二绳；表以“定、慧”二法，而庄严之。又：四股外端各各有爪，象征狮子头状；其数为八，表示“转八识成四智之心品”。掌握此杵，则等于是安住于佛之金刚智德了。

## 种类
- 獨鈷杵
- 三鈷杵
- 五鈷杵
- 九鈷杵
- 十字金剛杵 又稱羯磨杵[5]
- 三棱杵（英语：Kīla (Buddhism)），又名普巴杵、降魔杵

《微妙曼荼罗经》另举金刚智慧菩萨金刚杵、宝部金刚杵、莲华部金刚杵、羯磨金刚杵、如来最上金刚杵、忿怒金刚杵、微妙心金刚杵等。

## 用法
1. 成就事物，用五股杵。
2. 加持神用，用三股杵。
3. 行道念诵，用独股杵。
4. 修“佛部、莲华部”法，用独股杵。
5. 修金刚部法，用五股杵。
6. 修大威德明王法，用九股杵。

## 有关叙述
在契经中，时常提到它。例如：菩提场所说一字顶轮王经第一、大般涅槃经第三、陀罗尼集经、苏婆呼童子请问经、一切如来大秘密王未曾有最上微妙大曼荼罗经，都曾经提到“金刚杵”的情形。
密教經典《佛說大摩里支菩薩經》卷2記載：爐中安放忿怒金剛杵，用燒過屍體的殘柴燒，以「人肉及人骨的粉末，和從人屍榨取的脂擦拭之。」

## 相关隐喻的争议
男女雙修常被邪師用以騙色，在佛教界被認為是受婆羅門教性力派滲透產生的旁門左道。而此法門中提到「金剛杵、蓮花相合」說法可能有所隱喻。
印順法師在《華雨集第四冊》（Y 28p212~213）中提到：《一切如來真實攝大乘現證大教王經》：「蓮華、金剛杵相合，此說即為最上樂」等。其中金剛杵代表男根，蓮華代表女根，此為「男女和合的即身成佛法門」。印順法師於其著作《印度佛教思想史》（Y 34p435~436）也重復的提出類似的論述。《印度佛教思想史》（Y 34p440）又說：如修到提、降、收、放自在，明點（指男精）降到摩尼端不會漏失（射出），就應該與實體明妃（女性），進行「蓮華、金剛杵相合」，而引發不變的大樂（mahāsukha）。